# Centre des arts créatifs du Jockey Club

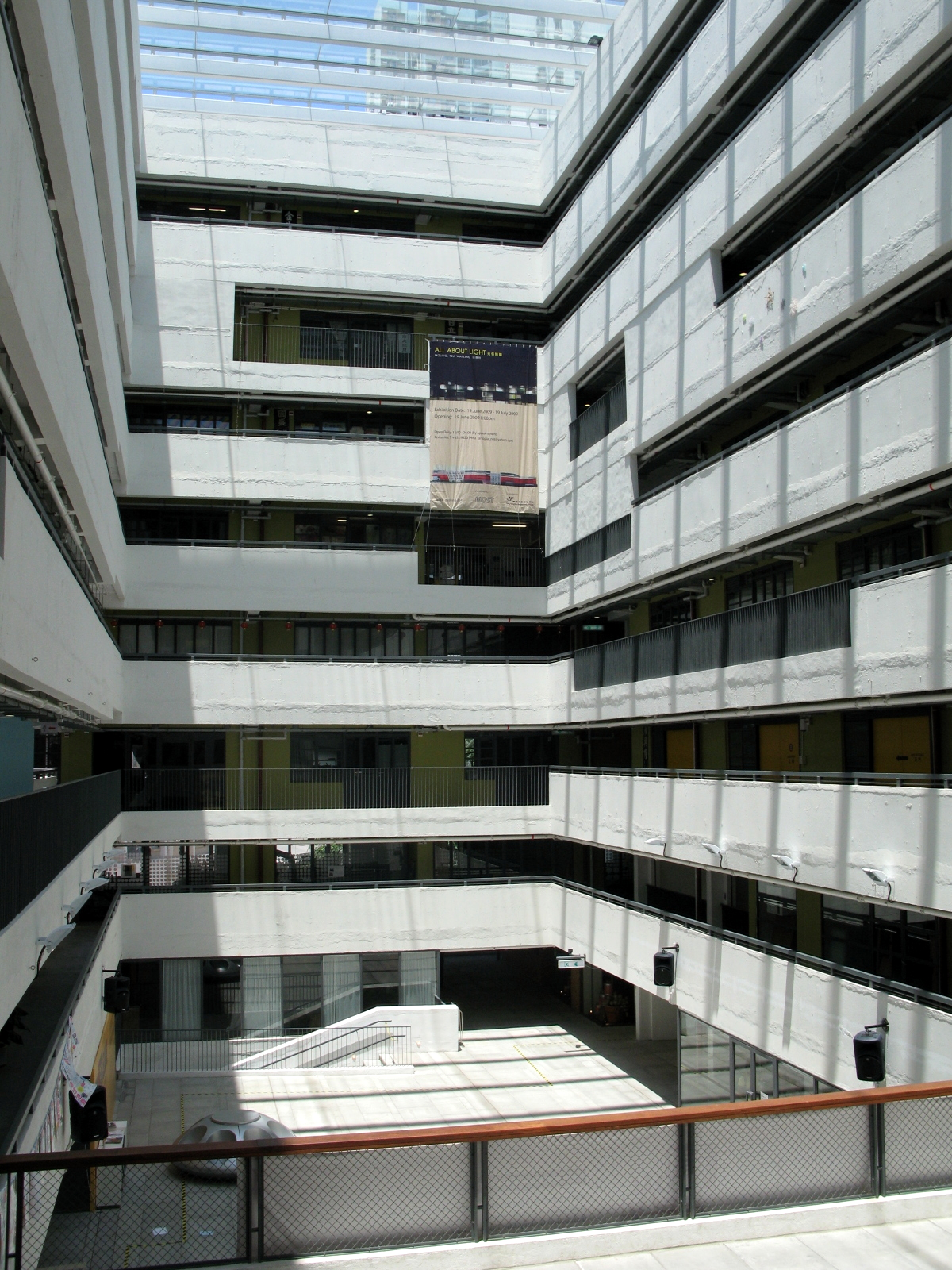
Cour centrale.

Le centre des arts créatifs du Jockey Club (賽馬會創意藝術中心) est un centre artistique multidisciplinaire situé à Hong Kong dans le quartier de Shek Kip Mei (en) à Kowloon, installé dans une ancienne usine reconvertie de huit étages.
Il est créé grâce à la coopération du conseil de développement des arts de Hong Kong (en) et du centre des arts de Hong Kong et est une filiale de l'université baptiste de Hong Kong. Il est financé par la caisse de charité du Hong Kong Jockey Club et est soutenu par le bureau de l'intérieur et de la jeunesse (en). Il ouvre officiellement le 26 septembre 2008 en tant qu'association caritative autofinancée.

## Établissement
- 31 octobre 2005 : Cérémonie d'ouverture du centre.
- 21 novembre 2006 : Ouvertures des candidatures des locataires[2].
- Janvier 2007 : Les demandes étant 5 fois plus nombreuses que les places disponibles, le centre sélectionne 112 candidats, six organisations artistiques, 88 artistes ou groupes artistiques et le reste constitué d'étudiants ou de diplômés d'instituts artistiques[3].
- 28 février 2008 : Achèvement de la construction du centre.
- Mars 2008 : Emménagement des premiers locataires.
- 26 septembre 2008 : Ouverture officiellement du centre.

## Architecture
Le bâtiment abritant le centre était autrefois connu sous le nom de Shek Kip Mei Flatted Factory Building (en) ou domaine de l'usine de Shek Kip Mei. Elle est construite en 1977 et comprend un bloc de neuf étages pouvant accueillir 390 unités d'usine. Il s'agit d'une installation d'artisanats et d'industries légères locales de la fin des années 1970 et appartient à l'autorité du logement de Hong Kong (en). Elle tombe cependant en désuétude, notamment en raison d'une forte baisse de l'industrie textile locale dans les années 1990 à Hong Kong lorsque les propriétaires commencent à délocaliser leurs entreprises vers la Chine continentale. Le bâtiment est vacant à partir de mai 2001
Le centre est la première tentative de réutilisation adaptative à Hong Kong visant à convertir un bâtiment d'usine désaffecté en un centre d'arts créatifs. L'intérieur du centre conserve les caractéristiques architecturales des usines (d'un point de vue architectural, il rappelle le Tate Modern de Londres). La reconversion est récompensée par la « Médaille de l'année de Hong Kong » lors des HKIA Annual Awards 2008 de l'Institut des architectes de Hong Kong (en).
La conception vise à trouver un juste équilibre entre les éléments nouveaux et anciens afin de réaliser l'intégration avec le quartier environnant et de préserver les caractéristiques inhérentes à l'ancien bâtiment de l'usine. L'entreprise de design locale GOD gère une galerie de culture de rue présentant des artefacts de la culture pop d'autrefois de Hong Kong pour le centre des arts créatifs du Jockey Club qui abrite des artistes et des groupes artistiques pour la production et l'affichage de leurs œuvres.

## Gestion
Le centre des arts créatifs du Jockey Club est actuellement géré par l'université baptiste de Hong Kong dans le cadre d'un accord de mandat de sept ans avec le gouvernement de Hong Kong, en partenariat avec le conseil de développement des arts de Hong Kong (en) et le centre des arts de Hong Kong. L'université a reçu un don de financement total de 94,4 millions HK$ (69,4 millions HK$ + 25 millions HK$) de la caisse de charité du Hong Kong Jockey Club en 2005 et 2007 pour la rénovation du bâtiment de l'usine vacante et le décaissement d'une partie des frais de démarrage. Mme Lillian Hau Cheuk-ki est nommée directrice exécutive du centre le 3 mai 2010 tandis que M. Eddie Lui Fung-ngar est directeur exécutif du centre du 1er juillet 2007 à février 2010. Le centre est géré par une filiale de l'université de baptiste de Hong Kong dotée du statut caritatif, à savoir la Hong Kong Creative Arts Centre Limited, qui fonctionne sur une base d'autofinancement. L'actuel président du conseil d'administration est William Leung Wing-cheung.

## Installations
Le centre des arts créatifs du Jockey Club propose un total de 131 unités de studio (chaque unité mesurant 24 m²) à un loyer abordable englobant un large éventail des différents arts des locataires, notamment la peinture, la sculpture, la céramique, la photographie, l'art du verre, la conception multimédia, l'art populaire, l'art cinématographique et vidéo, la musique, la danse, le multimédia, l'art communautaire et l'éducation artistique. Le centre dispose également d'installations de soutien telles qu'un théâtre Black Box (en), deux galeries d'exposition et une cour centrale pour l'organisation des programmes et des activités. Quelques espaces locatifs au rez-de-chaussée sont réservés à l'accueil de clients comme une cafétéria, une galerie d'art commerciale et une maison de thé chinoise pour fournir des lieux de restauration aux artistes.

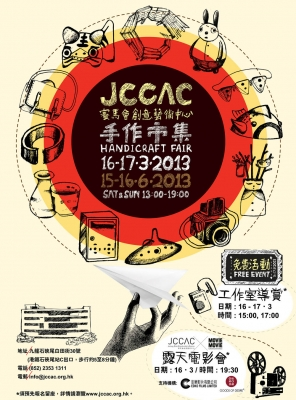
Affiche du salon de l'artisanat.

## Galerie

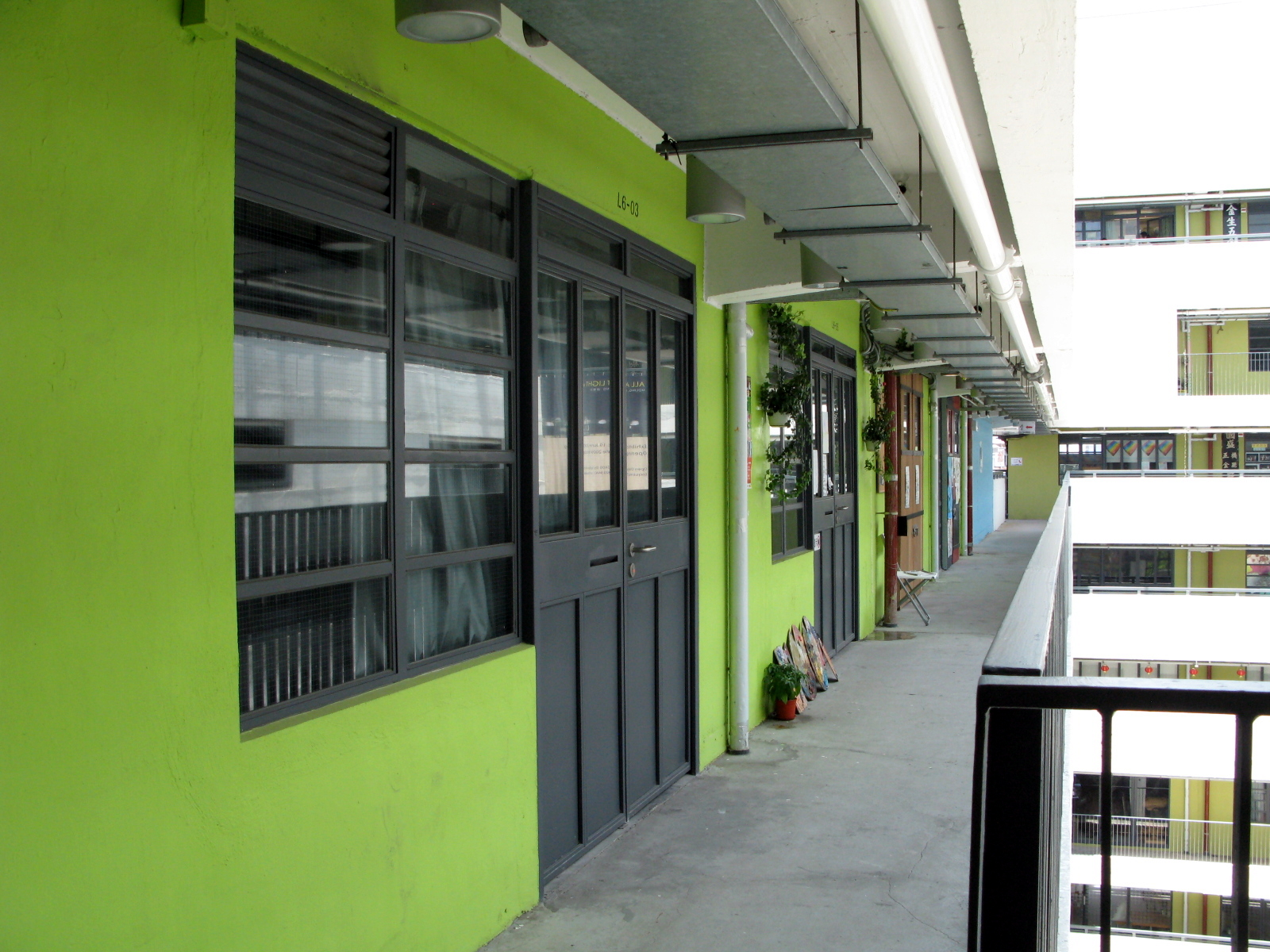
Studios à l'intérieur du centre d'art
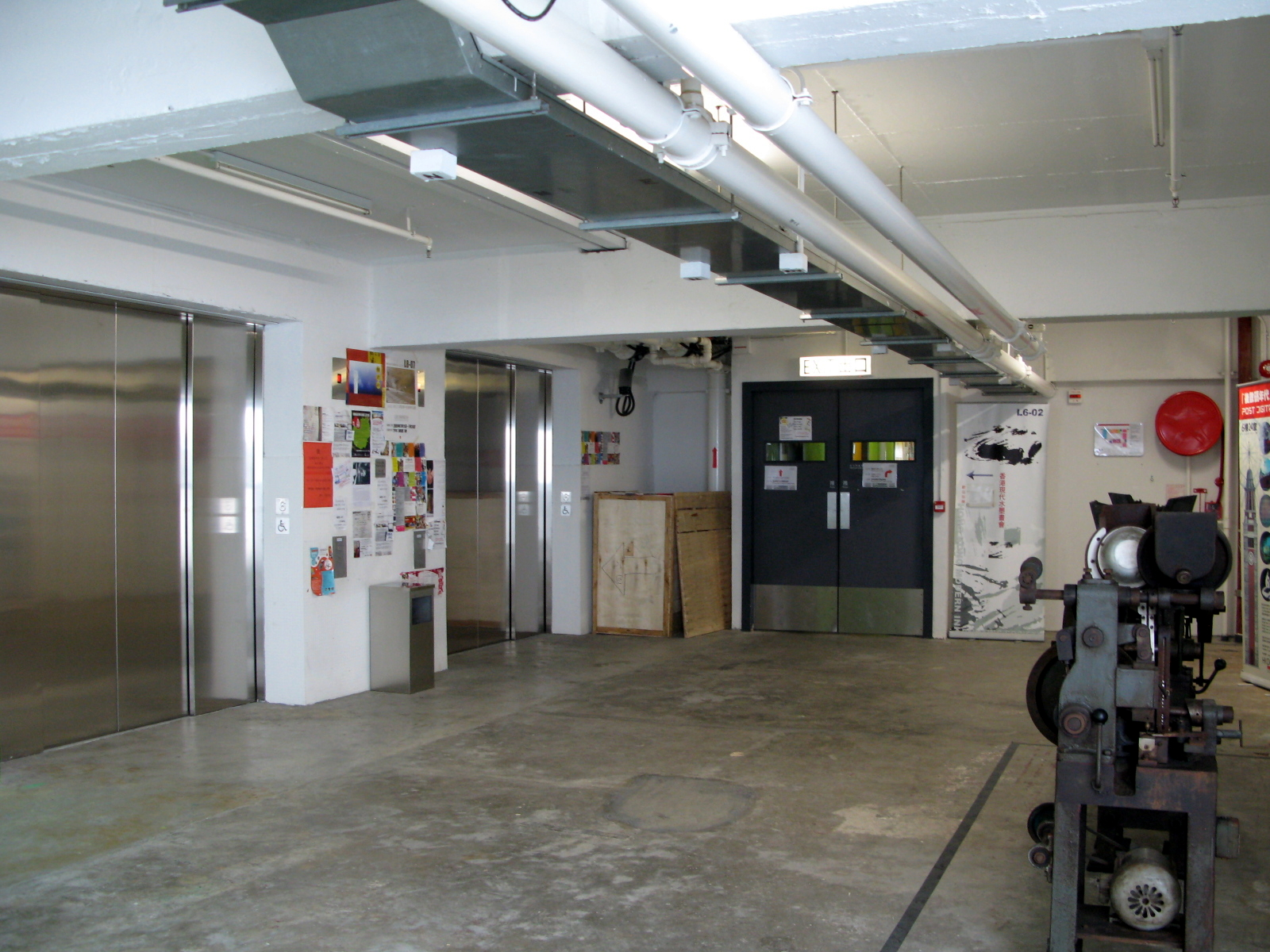
Hall des ascenseurs
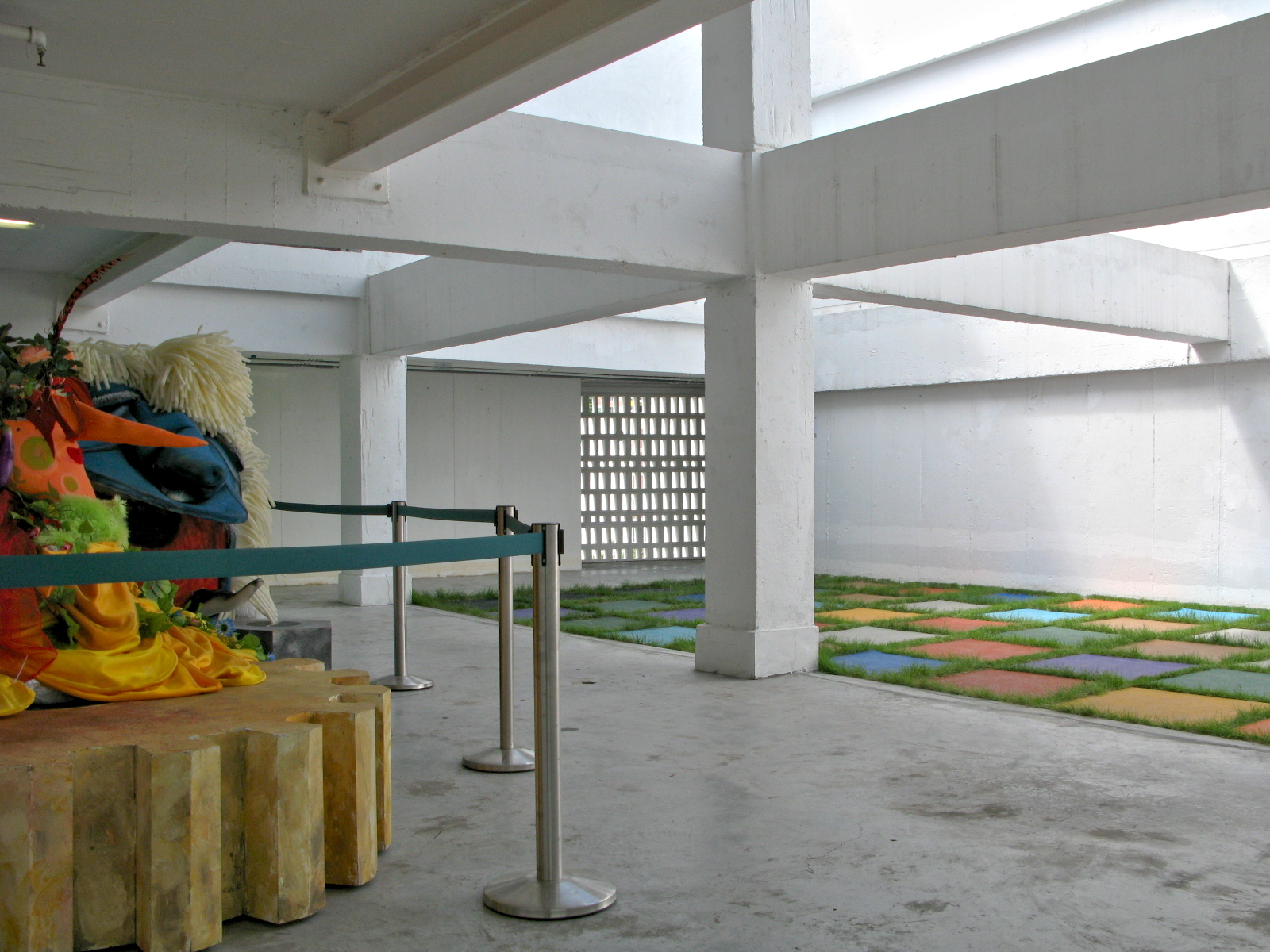
Espace commun au 6e étage
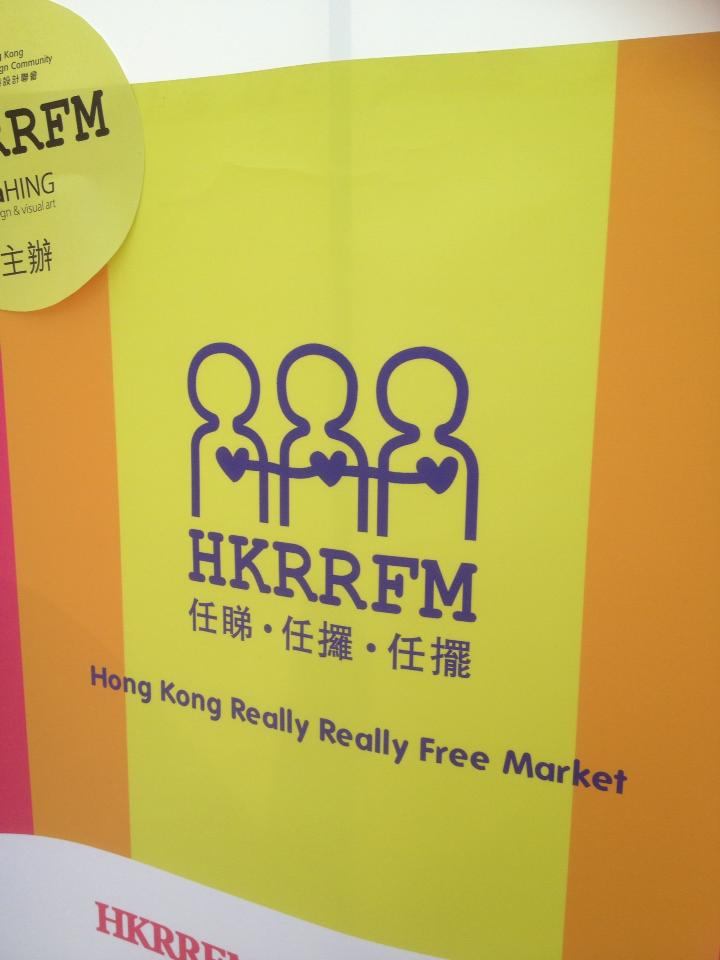
Hong Kong Really Really Free Market (HKRRFM)
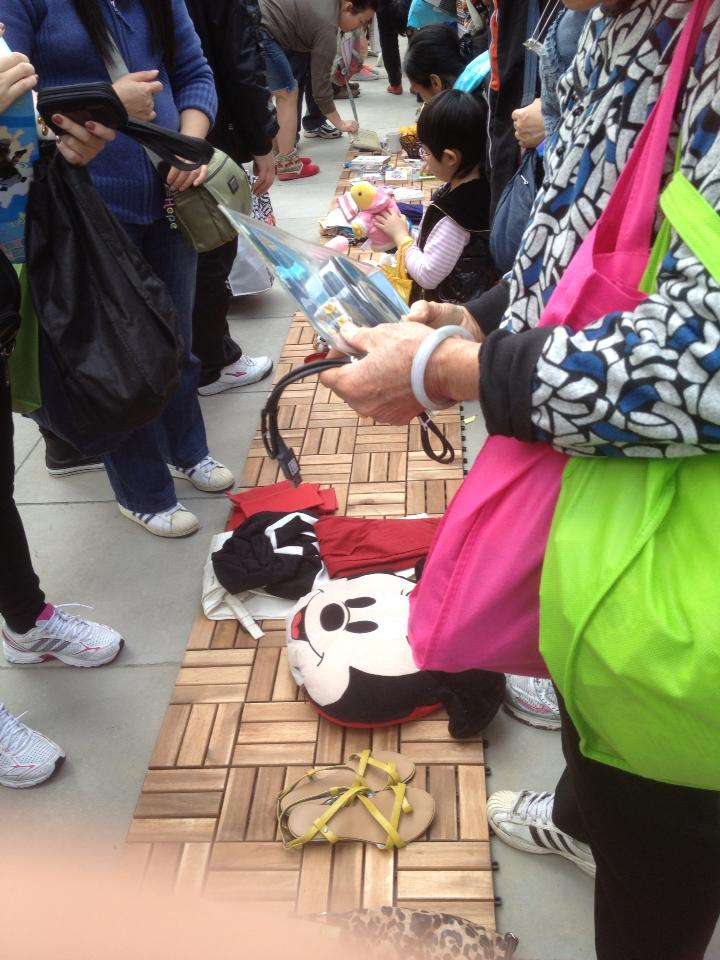
Personnes partageant des biens.
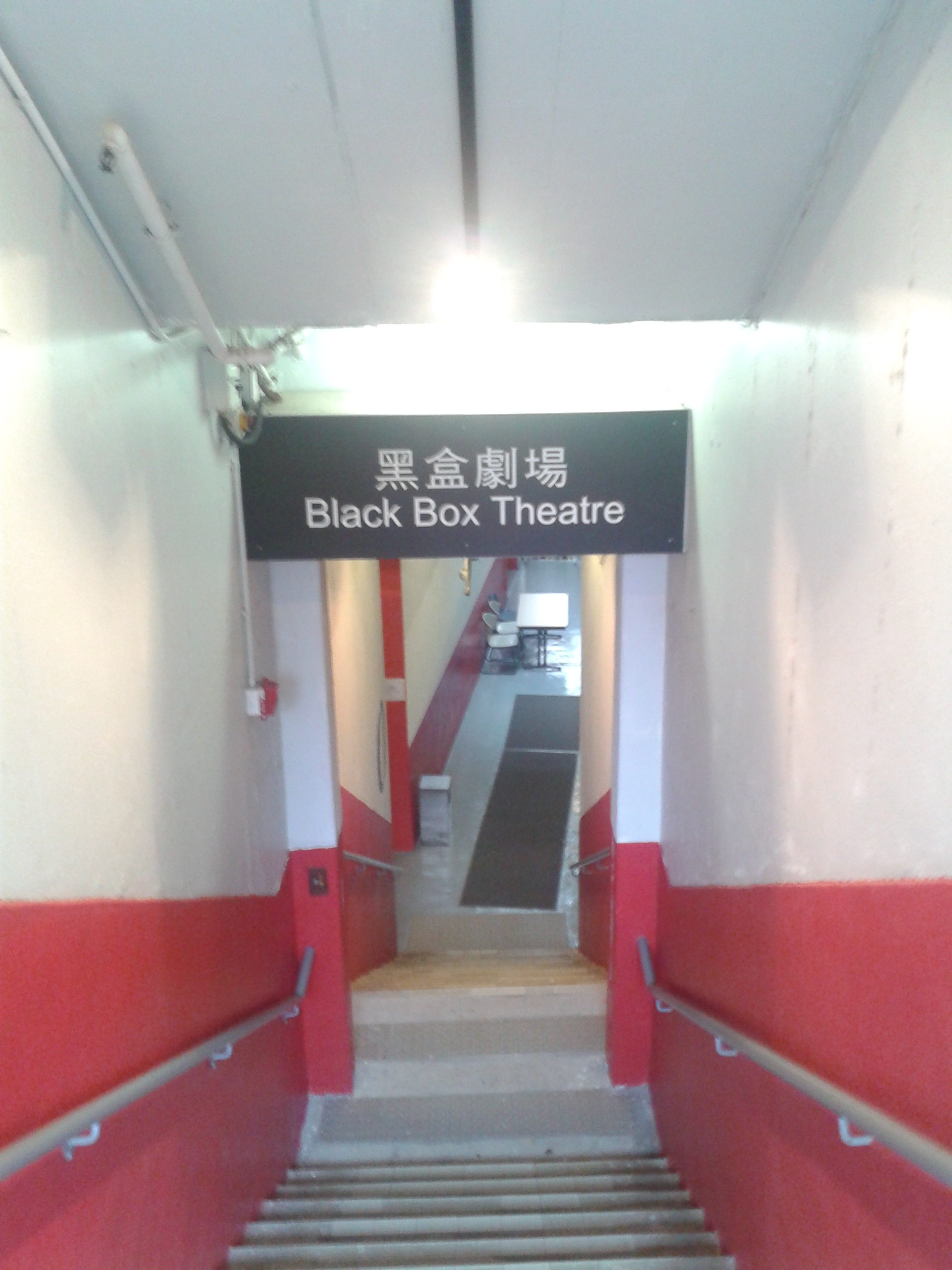
Entrée du théâtre Black Box.

## Controverses

### Problèmes divers
Les artistes se sont plaints de la gestion bureaucratique, de l'espace public inutilisable, de la publicité inadéquate et des installations médiocres. Les visiteurs étaient mécontents de trouver de nombreux studios fermés car certains artistes disaient qu'ils voulaient simplement un endroit calme pour travailler.

### Augmentation des loyers
D'après le locataire Mac Mak Keung-wai de l'atelier d'art A&M : « Les artistes sont mécontents d'une augmentation soudaine de 20 % du loyer des studios. Tous les occupants de l'usine reconvertie en incubateur d'artistes devraient payer un nouveau taux élevé de 7,80 HK$ par pied carré, contre 6,50 $ HK pour beaucoup, une fois leurs contrats arrivés à échéance. Bien que le centre ait averti les locataires l'année dernière (2011) qu'ils devraient payer 7,50 HK$ par pied carré à partir de cette année (2012), les augmentations consécutives des loyers en ont surpris plus d'un. Je ne suis pas contre l'augmentation du loyer si nécessaire », « Je pense simplement qu'il s'agit d'une décision commerciale et qu'elle s'éloigne de la vision originale du centre ».

## Crédit d'auteurs
- (en) Cet article est partiellement ou en totalité issu de l’article de Wikipédia en anglais intitulé « Jockey Club Creative Arts Centre » (voir la liste des auteurs).